# 衛藤美彩
衛藤 美彩（えとう みさ、1993年〈平成5年〉1月4日 - ）は、日本のタレント、ファッションモデル、元グラビアアイドルであり、女性アイドルグループ乃木坂46の元メンバー、『美人百花』のレギュラーモデルである。大分県大分市出身。TWIN PLANET ENTERTAINMENT所属。夫はプロ野球選手（埼玉西武ライオンズ）の源田壮亮。元プロ野球選手の岡崎郁は遠縁の親戚にあたる。乃木坂46合同会社所属（当時）タレントとしては初の成婚者。

## 来歴

### 乃木坂46加入以前
4歳の時、足の腫瘍を患い、車椅子生活をしていた。診察してもらった医師から「この（腫瘍の）大きさは悪性の場合、助からないかもしれない」と言われ、その時は家族中ショックを受けていたという。手術後、小学2年生の時から歩けるようになり、小学3年生の時は学校のリレーでアンカーを務めるほど回復した。中学生時代は部活動に打ち込み、高校生時代はHY、西野カナ、加藤ミリヤなどの音楽を聴くようになった。
高校1年生の時、大分県大分市の情報誌『CHIME』のモデルとして芸能活動を開始した。2010年（平成22年）2月1日、大分県のアイドルグループCHIMOのリーダー役に就任し、メインボーカルとして活動した。同年4月27日、『ロンドンハーツ』（テレビ朝日）の47都道府県から美少女を探す「AKG47」という企画で大分県代表に選ばれた。
2011年（平成23年）3月、高等学校を卒業後、CHIMOを卒業した。同年4月、スカウトされ、レコード会社から歌声を褒められたことがきっかけで、歌手を目指し、大分県から上京した。親からは「大学に行ったつもりで東京に出すよ」と言われ、4年から5年の間に結果を出さなければならないと考えていた。同年5月10日、Twitterアカウントを開設した。同年7月、『ミスマガジン2011』で約1万5000人の応募者の中からグランプリを受賞した。

### 乃木坂46時代
2011年8月21日、乃木坂46の1期生オーディションに合格、オーディションではEvery Little Thingの「出逢った頃のように」を歌った。オーディションを受験した理由は、子どもの頃から歌が好きだったからである。それまで北乃きいや倉科カナのような女優を目指していたが、周囲からの薦めもあって、歌やダンスのスキルを上げるために受験した。同年9月14日、初のソロイメージDVD『ミスマガジン2011 衛藤美彩』を発売した。DVDはグアムで撮影された。同年11月14日、乃木坂46公式ブログを開始した。
2012年（平成24年）1月31日、初のソロ写真集『彩 -いろどり-』を発売した。写真集は2011年10月中旬に沖縄県の石垣島で撮影された。写真集のタイトルは母がこだわっていた美彩の「彩」という文字が採用された。
2013年（平成25年）1月13日、乃木神社で執り行われた乃木坂46合同の成人式に出席。同年11月27日、乃木坂46の7thシングル「バレッタ」で初の選抜メンバーに選ばれ、カップリング曲「私のために 誰かのために」で初のユニットを務めた。
2014年（平成26年）、三宅裕司が主宰する劇団スーパー・エキセントリック・シアター創立35周年公演『Mr. カミナリ』の第52回本公演に桜井玲香とのダブルキャストで出演し、九州から東京の小学校に赴任してきた新任の音楽教師・臼杵七音役を演じた。
2015年（平成27年）4月3日、ラジオ番組『金つぶ』（BayFM）のアシスタントMCとして出演を開始した。乃木坂46メンバーで斉藤優里・永島聖羅・新内眞衣に続く4人目のラジオ番組レギュラー出演者となった。同年8月31日、乃木坂46の13thシングル「今、話したい誰かがいる」で初の十福神およびフロントポジションを務めることが発表された。抜擢理由として、乃木坂46運営委員会委員長・今野義雄は「頑張ったからじゃないか」と述べた。
2016年（平成28年）4月9日、乃木坂46の北野日奈子・寺田蘭世との3名で女子野球日本代表の公式サポーターを務めることが発表された。同年8月26日、会計入門小説『なぜ彼女が帳簿の右に売上と書いたら世界が変わったのか?』（PHP研究所）を発売した。発売前日、発刊記念として日本大学商学部講堂でシンポジウムも開催された。
2017年（平成29年）4月25日、ソロ写真集『話を聞こうか。』を発売。
2018年（平成30年）4月30日からフジテレビONE『プロ野球ニュース』月曜日キャスターに就任。
2019年（平成31年 / 令和元年）2月14日、3月31日にインテックス大阪で行われる全国握手会をもって乃木坂46を卒業することを発表。また、同年3月19日に両国国技館にて卒業ソロコンサートを開催することが発表された。乃木坂46メンバーがソロコンサートを行うのは、生田絵梨花以来となる2人目で、興行として乃木坂46のメンバーがソロコンサートを行うのは初。卒業後も芸能活動は継続。また、このコンサートでは、4thアルバム『今が思い出になるまで』に、ソロ曲「もし君がいなければ」が収録されることを発表した。同年3月31日、インテックス大阪で行われた全国握手会で最後の握手会を終え、約8年間所属した乃木坂46を卒業。

### 乃木坂46卒業後
2019年4月、プロ野球埼玉西武ライオンズの内野手・源田壮亮との交際が明らかになり、公式インスタグラムで交際を報告。
同年10月24日、源田壮亮との結婚を報告した。
2020年（令和2年）2月7日公開の『静かな雨』で、映画初出演にして初主演（仲野太賀とのダブル主演）。
同月12日に発売の美人百花（3月号）にて、夫である源田とのフォトウェディングや結婚式の密着ルポが掲載。挙式披露宴や夫婦でのインタビューなど、本誌独占取材が行われた。
2021年（令和3年）8月29日、第1子妊娠を報告。
同年11月1日、衛藤がプロデュースを手掛ける冷凍おはぎブランド「wake an（ウェイクアン）」が発売。
2022年（令和4年）1月29日、第1子（長男）の出産を報告。不妊治療を経ていたという。
2023年（令和5年）3月24日、YouTubeチャンネルを開設。
同年10月12日、第2子妊娠を報告。
同年12月23日、夫の源田及び衛藤がそれぞれ自身のInstagramを更新し、第2子（長女）の出産を報告した。
2024年（令和6年）1月19日、芸能事務所「TWIN PLANET（ツインプラネット）」への所属が発表される。

## 人物
愛称は、みさみさ、みさぽん、みさ先輩、みさせん。「みさみさ」はCHIMOや乃木坂46で使用され、「みさぽん」は『開運音楽堂』で使用されている。2011年、ソニー・ミュージックアーティスツに所属後、衛藤美彩を芸名とした。ラッキーナンバーは33（みさ）。
キャッチフレーズは「ビー玉みたいな丸い瞳がチャームポイント」であり、母親が誕生した衛藤を見てビー玉のように丸い瞳をしていると思ったことを由来とする。チャームポイントは横顔。
実家ではミュウ、チョコ、クッキー、銀という名の4匹の犬を飼っている。
2020年1月3日には、箱根駅伝を走る弟のために現地観戦した。

### 嗜好
好きな食べ物はオムライス、トマトクリームパスタ、ラーメン。大分県でおすすめの料理は甘味茶屋のやせうま、りゅうきゅう、だんご汁定食。好きな酒は麦焼酎。好きな靴はヒールのある靴。好きなアーティストは加藤ミリヤ、AKB48、Iyaz。よく聴く曲はIyazの「Solo」「There You Are」「OK」「Friend」。よく歌う曲は西野カナ、Julietの曲。心に残っている大切な曲は、miwa「片想い」、松本英子「Squall」、浜田省吾「MONEY」、Every Little Thing「出逢った頃のように」、奥華子「変わらないもの」。好きな映画は『ハリー・ポッター』『かぐや姫の物語』だが、『時をかける少女』『サマーウォーズ』『おおかみこどもの雨と雪』も好む。好きな芸能人は沢尻エリカ、市原隼人。目標とする人物は上戸彩、黒木メイサ、柴咲コウ、倉科カナ。尊敬する人物は松井玲奈。秋月三佳は友達。犬はダックスフントが好き。

### 趣味
趣味は野球観戦、料理。
野球は中学生の頃、野球をしていた3歳年上の兄に影響され、好きになった。とくに高校野球を好み、少年野球、リトルシニアリーグ、高校野球、大学野球を観てきた経験がある。

### 特技
特技はバレーボール、縄跳び。
バレーボールは中学生時代にバレーボール部に所属し、セッターを務めていた。バレーボールの経験があることから跳躍力があり、2010年、スポーツテストで立ち幅跳び2メートル28センチを記録した。2013年、『乃木坂って、ここ!』で開催されたアンダー運動王決定戦では高跳び種目で優勝し、残り2種目も得点を重ね、アンダー運動王の称号を獲得した。50メートル走は8秒08。ただし、運動は得意だが、乃木坂46で身体は硬い方であり、水泳が苦手で、15メートル程しか泳げない。
得意料理はオムライス、肉じゃが、豆腐ハンバーグ。男性に作ってあげたい手料理はカレー、肉じゃが、生姜焼き。保有資格は簿記、会計の資格。

### 乃木坂46
乃木坂46のメガネ選抜。
乃木坂46加入前から『ミスマガジン 2011』のグランプリ受賞者であることから、Twitterアカウントを持つことが許される唯一のメンバーであったが、乃木坂46加入時はミスマガジンであったとしてもグランプリを受賞したにすぎず、実力以上の期待をかけられていると感じていたという。乃木坂46加入後はソロパートに対応するため、週に3〜4回ほどのボイストレーニングを自主的に行っている。
しかし、7thシングルまでの2年間、一度も選抜に選ばれたことがなく、アンダーメンバーでありながら選抜上位クラスの握手会売上だったため「史上最強のアンダー」とも称された。
端麗なルックスを持ちながらも歌唱力やMC力に定評があり、諸事情で出演できなくなったメンバーの代役を多く務めることからスーパーサブ、ユーティリティープレイヤーと評された。ただし、無難なだけで取り柄がないと悩むこともあった。ファンへの対応がよいメンバーとも評され、ファンの期待に応えるためにいずれセンターを務めたいと考えているが、乃木坂46のポジションは作品ごとの戦略に基づいて決定されているため、もし務めるとすれば、そのような役割過程の中で務めたいと考えている。
乃木坂46のメンバーを犬に例えると、白石麻衣はチワワ、深川麻衣はポメラニアンもしくはマルプー。
乃木坂46で好きなミュージック・ビデオは「今、話したい誰かがいる」、「ハルジオンが咲く頃」、「太陽ノック」。

## 作品

### シングル
CHIMO
- We Are CHIMO Yeah!!（2009年2月14日）
- 青春サバイバー（2010年2月11日）
- 恋のドキ学説明書 / 1009%Chimode（2012年3月18日）
- なチュ（2012年8月22日、CECR-001）

乃木坂46
- 左胸の勇気（2012年2月22日、SRCL-7900/6） - EAN 4988009051567。
- 乃木坂の詩（2012年2月22日、SRCL-7900/1） - EAN 4988009051550。
- 会いたかったかもしれない（2012年2月22日、SRCL-7902/3） - EAN 4988009051567。
- 狼に口笛を（2012年5月2日、SRCL-7970/1） - EAN 4988009052267。
- ハウス!（2012年5月2日、SRCL-7972） - EAN 4988009052298。
- 涙がまだ悲しみだった頃（2012年8月22日、SRCL-8058/9） - EAN 4988009052861。
- 音が出ないギター（2012年8月22日、SRCL-8062/3） - EAN 4988009052908。
- 春のメロディー（2012年12月19日、SRCL-8205/6） - EAN 4988009056456。
- 13日の金曜日（2013年3月13日、SRCL-8255/6） - EAN 4988009080840。
- 扇風機（2013年7月3日、SRCL-8317/8） - EAN 4988009084732。
- 人間という楽器（2013年7月3日、SRCL-8321） - EAN 4988009084756。
- バレッタ（2013年11月27日、SRCL-8423/30） - EAN 4988009087887。
- 月の大きさ（2013年11月27日、SRCL-8423/30） - EAN 4988009087887。
- 私のために 誰かのために（2013年11月27日、SRCL-8423/4） - EAN 4988009087887。
- そんなバカな・・・（2013年11月27日、SRCL-8425/6） - EAN 4988009087894。
- 月の大きさ〜アニメ版〜（2013年11月27日、SRCL-8430） - EAN 4988009087924。
- 生まれたままで（2014年4月2日、SRCL-8524/5） - EAN 4988009092300。
- 夏のFree&Easy（2014年7月9日、SRCL-8563/9） - EAN 4988009094212。
- 何もできずにそばにいる（2014年7月9日、SRCL-8563/9） - EAN 4988009094212。
- その先の出口（2014年7月9日、SRCL-8563/4） - EAN 4988009094212。
- 何度目の青空か?（2014年10月8日、SRCL-8621/7） - EAN 4988009097251。
- 転がった鐘を鳴らせ!（2014年10月8日、SRCL-8621/2） - EAN 4988009097251。
- 命は美しい（2015年3月18日、SRCL-8780/6） - EAN 4988009104461。
- 立ち直り中（2015年3月18日、SRCL-8780/1） - EAN 4988009104461。
- 太陽ノック（2015年7月22日、SRCL-8840/6） - EAN 4988009110714。
- 羽根の記憶（2015年7月22日、SRC7-6/7） - EAN 4988009110837。
- 今、話したい誰かがいる（2015年10月28日、SRCL-8910/6） - EAN 4988009116747。
- ポピパッパパー（2015年10月28日、SRCL-8910/1） - EAN 4988009116747。
- 悲しみの忘れ方（2015年10月28日、SRCL-8914/5） - EAN 4988009116761。
- ハルジオンが咲く頃（2016年3月23日、SRCL-9025/33） - EAN 4988009124896。
- 遥かなるブータン（2016年3月23日、SRCL-9025/33） - EAN 4988009124896。
- 裸足でSummer（2016年7月27日、SRCL-9138/44） - EAN 4988009130460。
- 僕だけの光（2016年7月27日、SRCL-9138/44） - EAN 4988009130460。
- サヨナラの意味（2016年11月9日、SRCL-9258/66） - EAN 4547366278880。
- 孤独な青空（2016年11月9日、SRCL-9258/66） - EAN 4547366278880。
- インフルエンサー（2017年3月22日、SRCL-9370/8） - EAN 4547366297515。
- 意外BREAK（2017年3月22日、SRCL-9370/1） - EAN 4547366297515。
- 逃げ水（2017年8月9日、SRCL-9489/97） - EAN 4547366319156。
- 女は一人じゃ眠れない（2017年8月9日、SRCL-9489/97） - EAN 4547366319156。
- ひと夏の長さより…（2017年8月9日、SRCL-9489/90） - EAN 4547366319156。
- 泣いたっていいじゃないか?（2017年8月9日、SRCL-9497） - EAN 4547366319187。
- いつかできるから今日できる（2017年10月11日、SRCL-9572/80）  - EAN 4547366330311。
- 不眠症（2017年10月11日、SRCL-9572/80）  - EAN 4547366330311。
- シンクロニシティ（2018年4月25日、SRCL-9782/90） - EAN 4547366354140。
- Against（2018年4月25日、SRCL-9782/90） - EAN 4547366354140。
- 雲になればいい（2018年4月25日、SRCL-9782/3） - EAN 4547366354140。
- ジコチューで行こう!（2018年8月8日、SRCL-9913/21） - EAN 4547366369465。
- 空扉（2018年8月8日、SRCL-9913/21） - EAN 4547366369465。
- あんなに好きだったのに…（2018年8月8日、SRCL-9921） - EAN 4547366369496。
- 帰り道は遠回りしたくなる（2018年11月14日、SRCL-9974/82） - EAN 4547366382037。
- 世界中の隣人よ（2020年5月25日）[113]

### アルバム
CHIMO
- わたしたち、ちゃいもです（2011年5月18日、CHME-002）

乃木坂46
- 透明な色（2015年1月7日、SRCL-8662/7） - EAN 4988009099934。
- それぞれの椅子（2016年5月25日、SRCL-9078/86） - EAN 4988009128610。
- 生まれてから初めて見た夢（2017年5月24日、SRCL-9437/44） - EAN 4547366307825。
- 僕だけの君〜Under Super Best〜（2018年1月10日、SRCL-9630/7） - EAN 4547366336214。
- 今が思い出になるまで（2019年4月17日、SRCL-11140/7） - EAN 4547366401325。
- Time flies（2021年12月15日、SRCL-12020/30） - EAN 4547366534184。

### 映像作品
- ミスマガジン2011 衛藤美彩（2011年9月14日） - EAN 4988021154925。
- もっと熱いぞ! 猫ヶ谷!! DVD-BOX I（2011年12月21日） - EAN 4988021759045。
- 彩 -いろどり- メイキングDVD（2012年1月31日）- ISBN 9784847044298。
- もっと熱いぞ! 猫ヶ谷!! DVD-BOX II（2012年2月22日） - EAN 4988021159883。
- 衛藤美彩×近藤啓二（2012年2月22日） - EAN 4988009051567。
- 彩色〜Fruit Candy〜（2012年3月16日） - EAN 4571369479500。
- 衛藤美彩×二宮崇（2012年5月2日） - EAN 4988009052243。
- 猫弁〜死体の身代金〜（2012年7月25日） - EAN 4988005714169。
- 衛藤美彩×釘宮磐（2012年8月22日） - EAN 4988009052892。
- 衛藤美彩（2012年12月19日） - EAN 4988009056449。
- 衛藤美彩×畔柳恵輔（2013年3月13日） - EAN 4988009080833。
- 16人のプリンシパル@PARCO劇場ダイジェスト（2013年7月3日） - EAN 4988009084725。
- 初夏の全力! 乃木坂46大運動会（2013年7月3日） - EAN 4988009084732。
- 衛藤美彩×福居英晃（2013年11月27日） - EAN 4988009087900。
- 乃木坂46 1ST YEAR BIRTHDAY LIVE 2013.2.22 MAKUHARI MESSE（2014年2月5日） - EAN 4988009090900。
- NOGIBINGO!（2014年3月7日） - EAN 4988021109758。
- Creator's Etude 倉持裕編（2014年4月2日） - EAN 4988009092294。
- 衛藤美彩×山本ワタル（2014年7月9日） - EAN 4988009094212。
- NOGIBINGO!2（2014年9月12日） - EAN 4988021299015。
- 衛藤美彩（2014年10月8日） - EAN 4988009097275。
- 衛藤美彩&桜井玲香（2015年3月18日） - EAN 4988009104461。
- 第4回 AKB48紅白対抗歌合戦（2015年4月24日） - EAN 4580303213643。
- NOGIBINGO!3（2015年4月24日） - EAN 4988021729635。
- 乃木坂46 2ND YEAR BIRTHDAY LIVE 2014.2.22 YOKOHAMA ARENA（2015年6月17日） - EAN 4988009110097。
- 衛藤美彩&高山一実（2015年7月22日） - EAN 4988009110783。
- NOGIBINGO!4（2015年10月16日） - EAN 4988021729734。
- 衛藤美彩（2015年10月28日） - EAN 4988009116761。
- 悲しみの忘れ方 Documentary of 乃木坂46（2015年11月18日） - EAN 4988104099327。
- 初森ベマーズ（2016年1月20日） - EAN 4988104099433。
- NOGIBINGO!5（2016年2月19日） - EAN 4988021729871。
- 衛藤美彩（2016年3月23日） - EAN 4988009124919。
- 乃木坂46 3rd YEAR BIRTHDAY LIVE 2015.2.22 SEIBU DOME（2016年7月6日） - EAN 4988009129518。
- NOGIBINGO!6（2016年9月30日） - EAN 4988021714662。
- 乃木坂46 4th YEAR BIRTHDAY LIVE 2016.8.28-30 JINGU STADIUM（2017年6月28日） - EAN 4547366310580。
- NOGIBINGO!7（2017年8月4日） - EAN 4988021146081。
- NOGIBINGO!8（2018年3月16日） - EAN 4988021146821。
- 乃木坂46 5th YEAR BIRTHDAY LIVE 2017.2.20-22 SAITAMA SUPER ARENA（2018年3月28日） - EAN 4547366344523。
- 乃木坂46 真夏の全国ツアー2017 FINAL! IN TOKYO DOME（2018年7月11日） - EAN 4547366363999。
- 舞台『あさひなぐ』（2018年9月19日） - EAN 4988104117779。
- NOGIBINGO!9（2018年10月19日） - EAN 4988021147392。
- 乃木坂46 6th YEAR BIRTHDAY LIVE 2018.07.06-08 JINGU STADIUM&CHICHIBUNOMIYA RUGBY STADIUM（2019年7月3日） - EAN 4547366411270。
- NOGIBINGO!10（2019年10月25日） - EAN 4988021148757。
- いつのまにか、ここにいる Documentary of 乃木坂46（2019年12月25日） - EAN 4988104123695。
- 乃木坂46 7th YEAR BIRTHDAY LIVE 2019.2.21-24 KYOCERA DOME OSAKA（2020年2月5日） - EAN 4547366438956。
- 静かな雨（2020年8月5日） - EAN 4589921411844。
- みをつくし料理帖（2021年4月2日） - EAN 4907953219250。

## 出演

### テレビドラマ
- もっと熱いぞ! 猫ヶ谷!!（2011年10月13日 - 12月15日、名古屋テレビ放送）西園寺ひろみ 役[114]
- 猫弁〜死体の身代金〜（2012年4月23日、TBS）有田ひろみ 役[115]
- 初森ベマーズ（2015年7月11日 - 9月26日、テレビ東京）シェリー 役[116]

### バラエティ
- 眠れぬ街のアプリンス（2011年5月27日 - 9月30日、日本テレビ）[117]
- PigooRadio（2011年8月9日、PigooHD・エンタ!371）[注 7]

### その他のテレビ番組
- 開運音楽堂（2011年10月8日 - 2019年3月30日、TBS）第9〜10代アシスタントMC、名誉アシスタント[119]
- 乃木坂浪漫（2012年6月11日・7月26日・9月20日、テレビ東京）[120]
- 美しい人に怒られたい（2013年2月13日、テレビ東京）[注 8]
- プロ野球ニュース（2018年4月30日 - 2020年3月、フジテレビONE）月曜日→水曜日キャスター[48][122]

### 映画
- 静かな雨（2020年2月7日、キグー）主演・こよみ 役（仲野太賀とのダブル主演）[54]
- みをつくし料理帖（2020年10月16日、東映）菊乃 役[123][124]

### 舞台
- Mr. カミナリ（2014年10月25日 - 11月9日、サンシャイン劇場）臼杵七音 役（桜井玲香とのダブルキャスト）[125]
- じょしらく（2015年6月22日・25日 - 28日、AiiA 2.5 Theater Tokyo）蕪羅亭魔梨威 役[126][127]
- あさひなぐ（2017年5月20日 - 30日、東京：EX THEATER ROPPONGI / 6月2日 - 5日、大阪：森ノ宮ピロティホール / 6月9日 - 11日、名古屋：愛知県芸術劇場）寒河江純 役[128]
- 三人姉妹（2018年1月17日 - 2月4日、博品館劇場）オリガ 役[129][注 9]
- 笑う男 The Eternal Love -永遠の愛-（2019年4月9日 - 29日、東京：日生劇場 / 5月3日 - 6日、名古屋：御園座 / 5月10日 - 12日、富山：新川文化ホール / 5月16日 - 19日、大阪：梅田芸術劇場 / 5月25日 - 26日、福岡：北九州ソレイユホール）デア 役（夢咲ねねとのダブルキャスト）[131][132]

### ラジオ
- GALACTICA GOLDENBALL（2010年6月3日、FM富士）[133]
- 金つぶ（2015年4月3日 - 2018年3月30日、BayFM）アシスタントMC[134]
- ジュグラーの波〜なぜ衛藤美彩はラジオで数字を学ぶのか?〜（2017年10月8日未明（7日深夜） - 2019年3月31日（30日深夜）、TOKYO FM）メインパーソナリティー[135][136]

### CM
- 週刊少年マガジン（2012年、講談社）[137]
- はるやま商事 九州祭（福岡編・大分編・長崎編・熊本編・宮崎編・鹿児島編）（2017年10月12日 - ）[138][139]

### ゲーム
- Q&Qアンサーズ（2017年、サイバーステップ）衛藤美彩 役[140]

### ネット配信
- 野球大好き! 集まれ! 侍ジャパン（2014年11月21日 - 、楽天ショウタイム）MC[141]
- 乃木坂46 衛藤美彩写真集『話を聞こうか。』発売記念SP（2017年4月25日、SHOWROOM）[47]
- Music Story produced by ABEMA #がけぷち「おぼろ月」（2021年5月9日、AbemaTV）妊婦 役[142][143]

### イベント
- 第65回別府大学石垣祭（2010年11月6日、別府大学）[144]
- 赤い羽根スタートマッチ・第6回くまもとサッカーフェスタ（2012年9月17日、KKWING）[145]
- 大分市フェア in 天神（2012年11月1日 - 2日、福岡市天神・岩田屋前イベント広場） - 大分市観光特使[146]
- 東京ガールズコレクション 2017 SPRING/SUMMER（2017年3月25日、国立代々木競技場第一体育館）[147]

## 書籍

### 写真集
- CHIMO 写真集 II 学校・恋愛・ときどきCHIMO（2009年8月15日、BeatAgency）[148]
- 彩 -いろどり-（2012年1月31日、ワニブックス）ソロ写真集[149]
- VIRGIN VIRGIN（2012年2月5日、小学館）デジタル写真集[150]
- 季刊 乃木坂 vol.2 初夏（2014年6月12日、東京ニュース通信社）[151]
- 話を聞こうか。（2017年4月25日、講談社）[152]

### 雑誌連載
- 週刊ヤングマガジン（2011年5月16日 - 2012年1月30日、講談社）[153]
- 週刊少年マガジン（2011年5月18日 - 、講談社）[154]
- an・an『美容の坂道のぼり隊』（2017年9月20日 - 2019年4月10日、マガジンハウス）[注 10]

### 漫画
- 乃木坂46×週刊プレイボーイ2015（集英社）
  - みさ先輩+（2015年9月17日）作：田辺洋一郎、監修：秋元康[156]

### 小説
- なぜ彼女が帳簿の右に売上と書いたら世界が変わったのか?（2016年8月26日、PHP研究所）澤昭人との共著[135][136]